# A2204 road
Die A2204 ist eine Class-I-Straße, die 1922 im Stadtgebiet London mit der namentlichen Bezeichnung „Road at Woolwich Ferry“ festgelegt wurde. Sie verläuft von der A206 zum Fähranleger Woolwich an der Thames. Zunächst verlief sie über die Hare Street an den Anleger, wo sich auch der Eingang in den Fußgängertunnel unter der Thames befindet. In den 1960er Jahren wurde ein neuer Fähranleger etwas weiter östlich samt Zufahrtsstraße gebaut und die A2204 dorthin verlegt. Die alte A2204 gibt es heute nicht mehr – wo sie verlief steht heute ein Gebäude (Stand 2014: Waterfront Leisure Centre).